# オハイオ・ウェスリアン大学

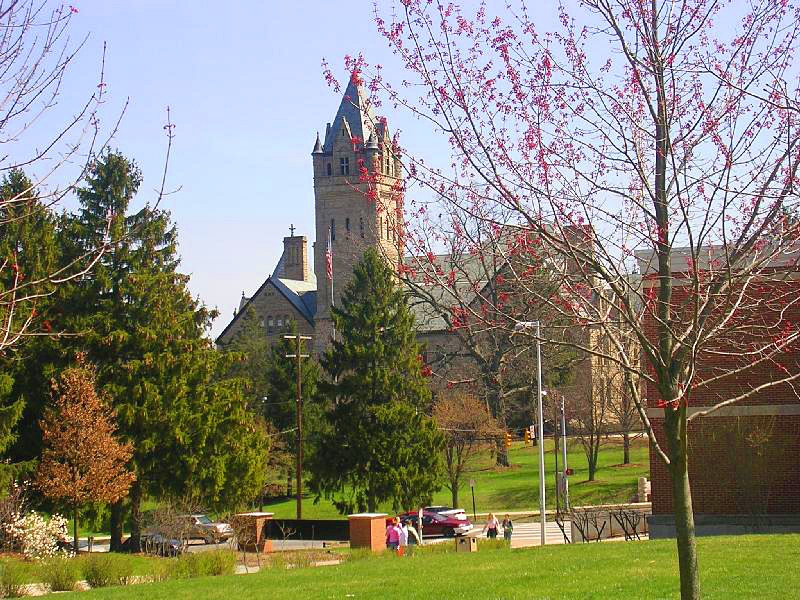
グレーチャペル

オハイオ・ウェスリアン大学（Ohio Wesleyan University、略称：Wesleyan または OWU）は、アメリカ合衆国オハイオ州デラウェア（コロンバスの郊外）にある私立大学（リベラル・アーツ・カレッジ）で、1842年に設立された。

## 著名な卒業生
- エズラ・ヴォーゲル、社会学者
- フランク・シャーウッド・ローランド、化学者
- ブランチ・リッキー、野球選手
- チャールズ・W・フェアバンクス、連邦上院議員、第26代副大統領
- ジョセフ・ベンソン・フォラカー、第37代オハイオ州知事
- マイロン・ティモシー・ヘリック、第42代オハイオ州知事
- トリッシュ・ヴァン・ディヴァー、女優
- ロン・リーブマン、俳優
- フランク・スタントン、実業家
- 米山梅吉 - 実業家、貴族院議員
- 大木金次郎 - 青山学院大学学長
- 古坂嵓城 - 青山学院大学学長
- 中山マサ、日本初の女性閣僚、第35代厚生大臣